# بهترین دوست من (فیلم)
بهترین دوست من (انگلیسی: My Best Friend) یک فیلم در ژانر درام و کمدی به کارگردانی پاتریس لوکنت محصول کشور فرانسه است که در سال ۲۰۰۶ منتشر شد.

## بازیگران
- دنیل اوتوی
- دنی بون
- ژولی گایه
- آندره دامان
- آن لو نی
- اودری مارنی
- ژاک متو
- ژاکوس اسپیسر
- الیزابت بورگین